# EVIL DEAD THE MUSICAL〜死霊のはらわた〜
『EVIL DEAD THE MUSICAL〜死霊のはらわた〜』（イーヴル・デッド・ザ・ミュージカル しりょうのはらわた、Evil Dead: The Musical）は、カルト・クラシック映画『死霊のはらわた』シリーズを基にしたカナダのロック・ミュージカル。2003年、オンタリオ州トロントにあるTranzac club で初演されてすぐにヒットし、2006年にはオフ・ブロードウェイに進出した。現在世界中でそれぞれの言語で上演されている。高評価を得ており、『ニューヨーク・タイムズ』紙の批評家は「『ロッキー・ホラー・ショー』に次ぐ作品で、きっと成功をおさめるだろう」と語った。

## 概要
5人の大学生が森の中にある荒廃したキャビンで週末を過ごし、予期せず恐怖にさらされる。1980年代のホラー映画シリーズを基にしたコメディで、登場人物たちはこのミュージカルのために書き下ろされた曲を歌い踊る。映画同様アッシュは本を見つけ、悪霊たちとの終わりの見えない戦いをする。
この作品は映画の台詞を使用する権利を得て、シリーズの登場人物やコンセプトをミックスし、コメディ化および舞台化したものである。

## プロダクション

### トロント初演 (2003年)
映画版の監督のサム・ライミとアッシュ役のブルース・キャンベルの許可を得て、2003年8月、ミュージカル版のワークショップがトロントで行なわれ、2004年Just for Laughs Festival in Montreal で上演された。
2003年北アメリカ大停電の間、出演者およびスタッフはトロントにある会場のTranzac club の外で上演した。

### オフ・ブロードウエイ (2006年 - 2007年)
2006年10月2日、ニューヨークのオフ・ブロードウェイのニュー・ワールド・ステージにてプレヴュウ公演が開幕し、11月1日、週8回の公演が正式に開幕し、2007年2月17日、閉幕した。キャスト・アルバムはビルボード・ショウ・チャートで初登場第4位を獲得した。

### トロント再演 (2007年 - 2008年)
2007年5月1日、アッシュ役にライアン・ウォードが配役され、ディーゼル・プレイハウスにてトロント再演が行なわれた。当初6月に閉幕する予定であったが、8月4日、9月8日、2008年6月26日とどんどん延期され、最終的に2008年9月6日に閉幕した。2008年6月26日、公演300回記念を迎え、この20年間でトロントで開催されたカナダ・プロダクションの公演で最も長い公演となった。
Dora Audience Choice Award を受賞し、『トロント・スター』紙で賞賛された。

### 日本公演 (2009年)
2009年6月25日から7月5日、サンシャイン劇場にて河原雅彦演出による日本人キャストの公演が上演された。
配役
- アッシュ: 諸星和己
- シェリル: 大和田美帆
- スコット: 上山竜司
- ジェイク/ノウバイ教授: 右近健一
- シェリー/アニー: 瀬戸カトリーヌ
- エド: 森本亮治
- リンダ: 高橋由美子
- 死霊: 斉藤久美子、関根あすか、吉浜愛梨

### その他のプロダクション
カナダ、アメリカの他、ソウル、東京、クリーヴランド、カルガリー、ヴァンクーヴァー、ニュー・オリンズなどプロ、アマ、学生演劇を合わせると150以上のプロダクションが上演を行なっている。

### ラスベガス (2011年、2012年)
2011年10月13日から31日、オニクス・シアターにてオフ・ストリップ・プロダクションとラグタグ・エンタテイメントは合同でシン・シティ・プレミアを上演した。批評家やファンから賞賛を得て、2012年1月に再演して成功をおさめた。

### Ultimate 4D Experience
2012年6月22日、Sirc Michaels Productionsはラスベガス・ストリップのVシアターで上演を開始した。閉幕日時は決まっておらず、作品史上最も長く上演しているプロダクションとなっている。
作品の特性上、100席がスプラッター・ゾーンと呼ばれ、Ultimate 4D Experience と呼ばれる演出は他の公演と一線を画するものとなっている。
火曜日から土曜日まで5夜連続で上演され、閉幕日は決まっていないが、公演プロデューサーによると「最後の観客が血まみれになるまで」続く。

### 北米ツアー (2014年 - 2015年)
作品初の北米ツアー公演はイリノイ州シカゴで4週間のリハーサルの後、2014年9月11日、ウイスコンシン州マディソンで開幕した。その後テキサス州オースティンで上演後、シカゴに戻りブロードウェイ・プレイハウスにて2週間上演する。他の上演予定地はオハイオ州センダスキー、インディアナ州フォート・ウエイン、イリノイ州エフィンガム、テネシー州ナッシュビル、オハイオ州クリーヴランド、ニューヨーク州グリーンヴェイル、コネチカット州ハートフォード、ニューヨーク州スケネクタディ、オンタリオ州ハミルトン、トロント、ノースカロライナ州シャーロット、フロリダ州タンパ、サラソタ、ローダーデイル、ニュージャージー州ニューアーク、ペンシルヴェニア州ヨーク、アリゾナ州メサ、オハイオ州デイトンである。
スターヴォックス・エンタテイメントのプロデュース、クリストファー・ボンド演出、ステイシー・リーン・メロスク振付、コリン・ジャノッタ振付助手、アーロン・アイヤ指揮、ケヴィン・ロビンソン格闘振付、フォーブ・ハーパー舞台監督で上演される。
登場人物
- アッシュ: David Sajewich
- シェリル: Demi Zaino
- アニー/シェリー: Callie Johnson
- ジェイク: Andrew Di Rosa
- スコット: Creg Sclavi
- リンダ: Julie Baird
- エド/ムース: Ryan McBride
- シェンプ/男性ダンサー: Ryan Czerwonko
- 女性ダンサー/ダンス・キャプテン: Jessica Kingsdale

## 映画化の噂
2008年秋、複数のメディアが、映画監督のサム・ライミがプロデューサーのドン・カーモディに舞台版の演出および振付による3D映画化を許可し、何人かの映画出演者も出演すると伝えた。
しかしジョージ・レインブラットは作品のフェイスブック・ページで以下のように記している:
"みんな、がっかりさせて悪いけど、3D映画化するというネット上の噂は全くの嘘だ。サム・ライミはこれに関して許可を出していないし、彼の許可がなければ誰が何と言おうと無理だ。ただしライミ氏が舞台化を許可してくださったことがとても幸せだ。彼はとても寛大だ。いつか映画化するかって?もちろん。しかし私はアイス・ショーも作りたいと思っているけれどもどちらも許可が下りていない。全ての報道機関はちゃんとソースを確認するべきだ。
現在、我々は全世界の舞台化権を持っている。きみたちの近くの劇場でこの大きなことが起こるかもしれない。
その時までネットでの情報を信じるな!!!!
ジョージ"

## 製作チーム
ジョージ・レインブラット、クリストファー・ボンド、フランク・チポラ、メリッサ・モリス、そして『バフィー 〜恋する十字架〜』にゲスト出演していたトニー賞受賞俳優ヒントン・バトルとボンドの演出によるカナダ人チームで製作された。
特殊メイクやスペシャルFXは映画『レクイエム・フォー・ドリーム』、『ドグマ』、『ロミオ+ジュリエット』にたずさわったルイス・ザカリアンが担当した。
ニューヨーク・プロダクションの出演者はジェニファー・バーン、ジェナ・コカー、レネ・クラップマイヤー、トム・ウォーカー、ライアン・ウォード、ブランドン・ウォーデル、デリル・ウィンスロウなど。

## 楽曲

### 2003年
第1幕
1. Cabin in the Woods - アッシュ, リンダ, スコット, シェリー, シェリル
2. Housewares Employee - アッシュ、リンダ
3. It Won't Let Us Leave - シェリル
4. Look Who's Evil Now - シェリル、シェリー
5. What the Fuck Was That? - アッシュ、スコット
6. Join Us - シェリル、ムース
7. Good Old Reliable Jake - ジェイク
8. I'm Not a Killer - アッシュ

第2幕
1. I'm Not a Killer (リプライズ) - アッシュ
2. Bit-Part Demon - エド
3. All the Men in My Life Keep Getting Killed by kandarian Demons - アニー
4. Do the Necronomicon - ディモンズ
5. It's Time - カンパニー
6. Hail to the King - カンパニー

### 2006年 - 現在
第1幕
1. Cabin in the Woods - アッシュ, リンダ, スコット, シェリー, シェリル
2. Housewares Employee - アッシュ、リンダ
3. It Won't Let Us Leave - シェリル
4. Look Who's Evil Now - シェリル、シェリー
5. What the Fuck Was That? - アッシュ、スコット
6. Join Us - シェリル, ムース, 精霊
7. Good Old Reliable Jake - ジェイク, アニー, エド
8. Housewares Employee (リプライズ) - アッシュ、リンダ
9. I'm Not a Killer - アッシュ

第2幕
1. I'm Not a Killer (リプライズ) - アッシュ
2. Bit-Part Demon - エド
3. All the Men in My Life Keep Getting Killed by Candarian Demons - アニー, アッシュ, ジェイク
4. Ode to an Accidental Stabbing - ジェイク, アニー
5. Do the Necronomicon - ディモンズ
6. It's Time - アッシュ、カンパニー
7. We Will Never Die - ディモンズ
8. Blew That Bitch Away - カンパニー

## キャスト・レコーディング
2006年12月、オリジナル・キャストのレコーディングが行なわれ、2007年4月2日、タイム・ライフ・レコードから出版されビルボード・ショウ・チャートで初登場第4位となった。
2014年初頭、Ultimate 4D Experienceのライヴ・レコーディングが行なわれ、2014年夏に出版が予定され、現在ラスベガスの公演地でのみ入手可能である。